# Estanys de Perafita
Estanys de Perafita är sjöar i Andorra. De ligger i parroquian Escaldes-Engordany, i den södra delen av landet nära gränsen till Spanien. Estanys de Perafita ligger 2 463 meter över havet.
Trakten runt Estanys de Perafita består i huvudsak av gräsmarker och några trädgrupper.